# Scutellaria altamaha
Scutellaria altamaha är en kransblommig växtart som beskrevs av John Kunkel Small. Scutellaria altamaha ingår i Frossörtssläktet som ingår i familjen kransblommiga växter. Inga underarter finns listade i Catalogue of Life.